# 哈麗絲
哈麗絲（Haleth），是英國作家約翰·羅納德·瑞爾·托爾金（J.R.R. Tolkien）的史詩式奇幻小說《精靈寶鑽》中的虛構人物。
她是伊甸人（Edain）的女中豪傑，統領哈拉丁族（Haladin）避過滅族一劫，並遷移至貝西爾（Brethil）森林。

## 名字
哈麗絲（Haleth）一名可能來自哈拉丁族自己的語言，其中的"hal"有著「領袖、首領」head, chief的意思，配合了一個女性後綴"-eth"。洛汗（Rohan）有一位男性王室亦與哈麗絲同名，但兩者所屬語言與意思或許沒有關連。
她亦被稱為「小姐」Lady，可能緣於她終身未婚，以及她是哈拉丁族首領的關係。

## 總覽
哈麗絲是伊甸人，屬於哈拉丁族。她的父親是哈拉丁族首任領袖哈達德（Haldad）。她有一位孿生兄弟，名為哈達爾（Haldar）。她終身未婚，族人的領導權落到她兄弟的兒子哈丹（Haldan）手上。
她是哈拉丁族的第二位領袖，同時是最有名的哈拉丁族首領，哈拉丁族因她而稱為哈麗絲的百姓（People of Haleth）。她是一位勇敢而強力的戰士，意志剛強不輸男子，最獨特的是她有一群全部由女性組成的護衛。她亦善於組織及團結人心，哈拉丁族人都十分敬愛她，願意冒生命危險去追隨她。但她與許多伊甸人一樣都頗有傲氣，不願屈從於他人的指揮下，因此她不肯接受卡蘭希爾（Caranthir）給她的幫助和保護。
她生於第一紀元341年，死於420年，享年79歲。死後哈拉丁族為她在貝西爾建立一處墳丘，稱之為土爾·哈列莎（Tûr Haretha，意思是「仕女墳」Ladybarrow）。

## 生平

### 早年
哈麗絲生於第一紀元341年，不清楚她的出生地點在何處。
哈拉丁族最初互不合作團結、散落各處，375年時魔苟斯（Morgorth）派半獸人突襲住在薩吉理安（Thargelion）之哈拉丁族，她的父親哈達德團結了族人，並於阿斯卡河（Ascar）與吉理安河（Gelion）夾角建立防禦抵抗敵人。哈麗絲也有參加戰鬥，與兄弟哈達爾一樣勇敢殺敵。
在一次反攻突圍中，父親哈達德與兄弟哈達爾都戰死。哈麗絲遂執起領導哈拉丁族的責任，並團結人心繼續抵抗。最後卡蘭希爾率兵及時趕至，把半獸人斬殺殆盡，拯救了哈拉丁一族。卡蘭希爾極為欣賞哈麗絲與她族人的英勇，並給予她很多補償，提出為哈拉丁族提供保護與土地。不過她和她的族人都不欲受到別人的統治控制，於是她婉拒卡蘭希爾的好意，然後決定遷到西邊的伊甸人同胞處。

### 遷徙之路
哈麗絲召集了所有生還的百姓，他們選了哈麗絲作正式領袖，並收集物資、搬遷到伊斯托拉德（Estolad）居住。390年，哈麗絲又決定西遷。儘管路途險惡、哈拉丁族許多人都不欲起行，不過對哈麗絲的敬愛和她的堅定意志使他們捱過艱苦。哈拉丁人跨越了克隆河（Celon）與埃洛斯河（Aros）、走過蕩國斯貝谷（Nan Dungortheb）的危險恐怖地帶，歷盡艱辛才來到貝西爾（Brethil）森林、德能平原（Talath Dirnen）的森林定居下來。
哈麗絲在芬羅德（Finrod）的幫助下徵得埃盧·庭葛（Elu Thingol）的准許，容許她的子民居住在貝西爾的森林，並為他把守泰格林河渡口（Crossing of Teiglin）。
哈麗絲遂居住在貝西爾，直至她在420年離世，結束45年的領導，領袖之位傳給她的侄子哈丹。

## 哈拉丁族首領
```
                       
哈達德

                           |
                      ----------
                      |         |
                  
哈達爾
       '
哈麗絲'

                      |
                  
哈丹

                      |                     
                  
哈米爾

                      |
                  ---------------------------------------------------
                  |             |             |                      |
  　
葛羅瑞希爾
 = 
哈迪爾
   　　  
肯達爾
     　　 
哈瑞絲
 = 
高多
     　　　 
希瑞爾

             　     |             |
         　     
韓迪爾
          
肯達德

           　       |             |
               
布蘭迪爾
         
哈丁
```

粗體代表哈拉丁族的首領。

## 早期版本
在早期的《精靈寶鑽爭戰史》（Quneta Silmarillion）裡面，哈麗絲被設定成一位男性，是伊甸人三大家族的首領之一，名為獵者哈麗絲（Haleth the Hunter），後來才被改成一位女性。

## 資料來源
1. 1 2 3 4 5 6  《中土世界的歷史》 Vol.11《珠寶之戰》 "The Later Quenta Silmarillion"
2. ↑  在此採用了聯經版《精靈寶鑽》的譯名。2008年的聯經版《胡林的子女》譯名為哈蕾絲，兩者皆由鄧嘉菀所譯。
3. ↑  .   [2011-10-22]. （原始内容存档于2011-12-08）.
4. 1 2 3 4 5 6 7 8 9 10 11 12 13 14 15 16  《精靈寶鑽》 2002年 聯經初版翻譯 第十七章《人類來到西邊》
5. ↑  《未完成的故事》 1998年 HarperCollins出版 "The Drúedain" P.487
6. ↑  土爾·哈列莎為聯經版《精靈寶鑽》（鄧嘉菀譯）的譯名，名字與意思均出現於2002年的初版譯本P.213，此為昆雅語的名稱。辛達林語的名稱為雅玟墓塚（Haudh-en-Arwen），譯名同上出處，意思與昆雅語一樣。
7. ↑  《中土世界的歷史》 Vol.11《珠寶之戰》 "The Later Quenta Silmarillion"：「Later This house of the Edain underwent the greatest change, since in this case the original 'Father'  Haleth the Hunter disappeared ... The name Haleth now becomes that of the formidable Lady Haleth, daughter of Haldad.」其中"This house of the Edain"指哈拉丁族。